# Współczynnik przepływu
Współczynnik przepływu (KV) – współczynnik proporcjonalności spadku ciśnienia na zaworze regulacyjnym do przepływu objętościowego cieczy lub gazu przez zawór. Definicja według standardu IEC 60534-2-1 (2011):
{\displaystyle K_{v}={\frac {Q_{v}}{N_{1}F_{R}{\sqrt {\frac {\Delta P\rho _{0}}{\rho _{1}}}}}}}
Współczynnik liczby Reynoldsa dla cieczy można opisać w trzech skrajnych reżimach przepływu, kolejno laminarnym, przejściowym i turbulentnym:
{\displaystyle F_{R}={\begin{cases}{\frac {0,026{\sqrt {nRe}}}{F_{L}}}\\1+{\tfrac {0,33{F_{L}}^{0.5}}{n^{0.25}}}log_{10}({\frac {Re}{10000}})\\{\frac {1}{1+{\sqrt {{\frac {\sum \zeta _{i}}{N_{2}}}({\frac {K_{v}}{{D_{v}}^{2}}})}}}}\end{cases}}}
Obliczenie współczynnika proporcjonalności Kv jest konieczne w celu dobrania właściwego zaworu regulacyjnego do warunków przepływu w procesie. W zależności od warunków przepływu i typu zaworu oraz trzpienia zamykającego przepływ przez zawór, wymiarowanie zaworu może odbywać się różnymi wariantami i konieczne jest zastosowanie metod numerycznych.
Według standardu IEC 60534-2-1 Kv powinno byc nie ujemnie i nie wieksze od {\displaystyle 0,075N_{18}{D_{v}}^{2}}